# 天主教利梅拉教区
天主教利梅拉教區（拉丁語：Dioecesis Limeirensis）是巴西一個羅馬天主教教區，屬坎皮納斯總教區。
教區成立於1976年4月29日，包括聖保羅州東部十六市。2004年有教友632,706人（佔轄區總人口66.7%）、五十三個堂區、八十三名司鐸。
現任教區主教為若瑟·羅勃·福爾特斯-帕勞，宗座署理為羅蘭·布蘭德斯，榮休主教為威爾遜·迪亞斯-德奧利韋拉。